# Thorelliola monoceros
Espèce
Synonymes
- Ictidops monoceros Karsch, 1881

Thorelliola monoceros est une espèce d'araignées aranéomorphes de la famille des Salticidae.

## Distribution
Cette espèce est endémique des îles Marshall. Elle se rencontre sur Jaluit.

## Description
Le mâle holotype mesure 3,7 mm.

## Publication originale
- Karsch, 1881 : Arachniden und Myriopoden Mikronesiens. Berliner Entomolgische Zeitschrift, vol. 25, p. 15-16 (texte intégral).